# Apotolamprus zombitsyensis
Apotolamprus zombitsyensis là một loài bọ cánh cứng trong họ Bọ hung (Scarabaeidae).